# Lex (informatika)

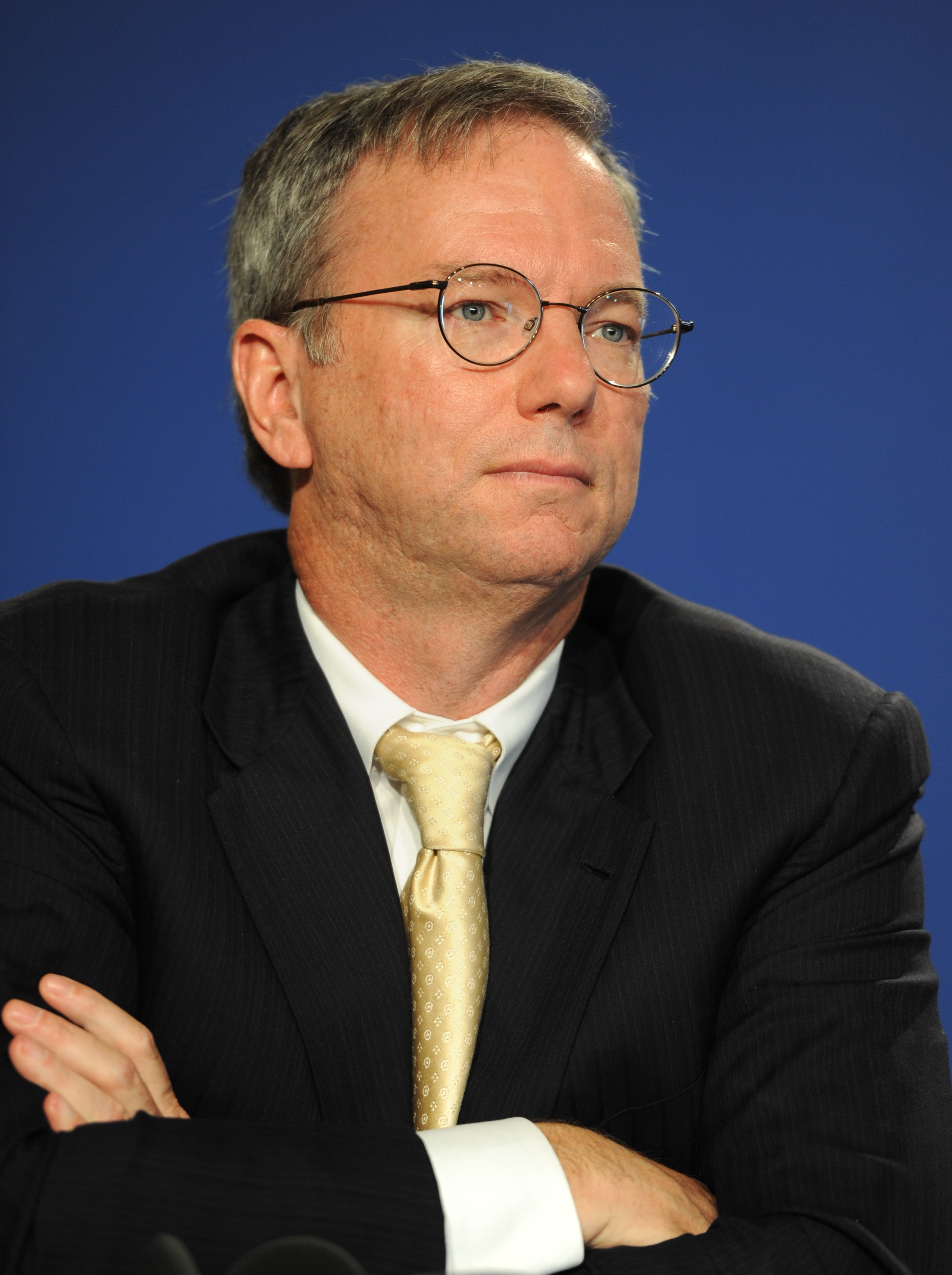
Eric Schmidt, a Lex társírója.

A lex egy program, amely segítségével lexikális szabályokból lexikális elemző programkódot lehet generálni. A lexet gyakran, de nem feltétlenül, a yacc parserrel kombinálva használják. A legtöbb Unix rendszer szabványos lexikális elemzője a lex.
A lex egy szövegfájlból olvassa be a lexikális szabályokat, s kimenetként C nyelvű kódot állít elő.
Több kereskedelmi és nyílt forráskódú implementációja is létezik. Az egyik népszerű nyílt forráskódú lex a flex (fast lexical analyzer).

## A lex fájl szerkezete
A lex bemeneteként szolgáló lex fájlok szövegfájlok, melyek három részre oszlanak. Az egyes részeket dupla százalékjelet tartalmazó sorok határolják.
```
Definíciós rész

%%

Szabályok

%%

C kód
```

A definíciós részben lehet makrókat definiálni és header fájlokat importálni C szintaxissal. Ide tulajdonképpen tetszőleges C kód írható. Az egész bemásolódik a generált C forrásállományba.
A szabályok rész a lex file legfontosabb része. Egy-egy szabály egy szabályos kifejezést és egy hozzá tartozó C kódot tartalmaz. Amikor az elemző felismeri az adott szabályos kifejezést, akkor végrehajtja a hozzárendelt C kódot.
A záró C kód is bemásolódik a generált C forráskódba. Jellemzően olyan függvények implementációja kerül ide, amelyek a szabályokból meghívódnak. Nagyobb programoknál célszerű ezt a részt külön állományban tárolni és fordítási időben belinkelni.

### Példa
Ez egy példa input file a flex nevű lex verzióhoz.
```
/*** definíciós rész ***/

%{
/* Ez a kód bemásolódik a generált C forrásba*/
#include <stdio.h>
%}

/* Ez az opció azt mondja meg, hogy csak egy input file kerüljön beolvasásra. */
%option noyywrap

%%
/*** Szabályok ***/

[0-9]+  {
            /* Az yytext változó tartalmazza az illeszkedő szövegrészt. */
            printf("Találtam egy számot: %s\n", yytext);
        }

.       {   /* Minden más karaktert ignorálunk. */   }

%%
/*** C kód. Ez is bemásolódik a generált C forrásba. ***/

int main(void)
{
    /* Meghívjuk az elemzőt, majd kilépünk.*/
    yylex();
    return 0;
}
```

## Fordítás
- Ez a szócikk részben vagy egészben  a   lex (software) című angol Wikipédia-szócikk ezen változatának fordításán alapul.  Az eredeti cikk szerkesztőit annak laptörténete sorolja fel. Ez a jelzés csupán a megfogalmazás eredetét és a szerzői jogokat jelzi, nem szolgál a cikkben szereplő információk forrásmegjelöléseként.